# Moirang
Moirang là một thành phố và là nơi đặt hội đồng đô thị (municipal council) của quận Bishnupur thuộc bang Manipur, Ấn Độ.

## Địa lý
Moirang có vị trí 24°30′B 93°46′Đ / 24,5°B 93,77°Đ Nó có độ cao trung bình là 766 mét (2513 feet).

## Nhân khẩu
Theo điều tra dân số năm 2001 của Ấn Độ, Moirang có dân số 16.684 người. Phái nam chiếm 51% tổng số dân và phái nữ chiếm 49%. Moirang có tỷ lệ 64% biết đọc biết viết, cao hơn tỷ lệ trung bình toàn quốc là 59,5%: tỷ lệ cho phái nam là 71%, và tỷ lệ cho phái nữ là 55%. Tại Moirang, 13% dân số nhỏ hơn 6 tuổi.